# Famille Engelhardt
La famille Engelhardt est une famille aristocratique allemande de la Baltique de l'Empire russe.

## Historique
La famille Engelhardt descend de Heinrich von Engelhardt bourgmestre de Zurich entre 1383 et 1390. Son descendant Georg von Engelhardt s'installe en Livonie au début du XVe siècle. Tous les barons germano-baltes portant ce nom en Russie en descendent.
Une branche suisse issue de Niklaus-Friedrich von Engelhardt, professeur de médecine, s'installe à son tour en Russie au début du XVIIIe siècle, dont descend Heinrich von Engelhardt, gouverneur de Vyborg.
Selon la tradition familiale, les Engelhardt remontent à un chevalier de la troisième croisade au XIIe siècle, Karl-Bernhard von Engelhardt, qui sauva la vie du roi Philippe-Auguste devant Saint-Jean-d'Acre.

## Armes

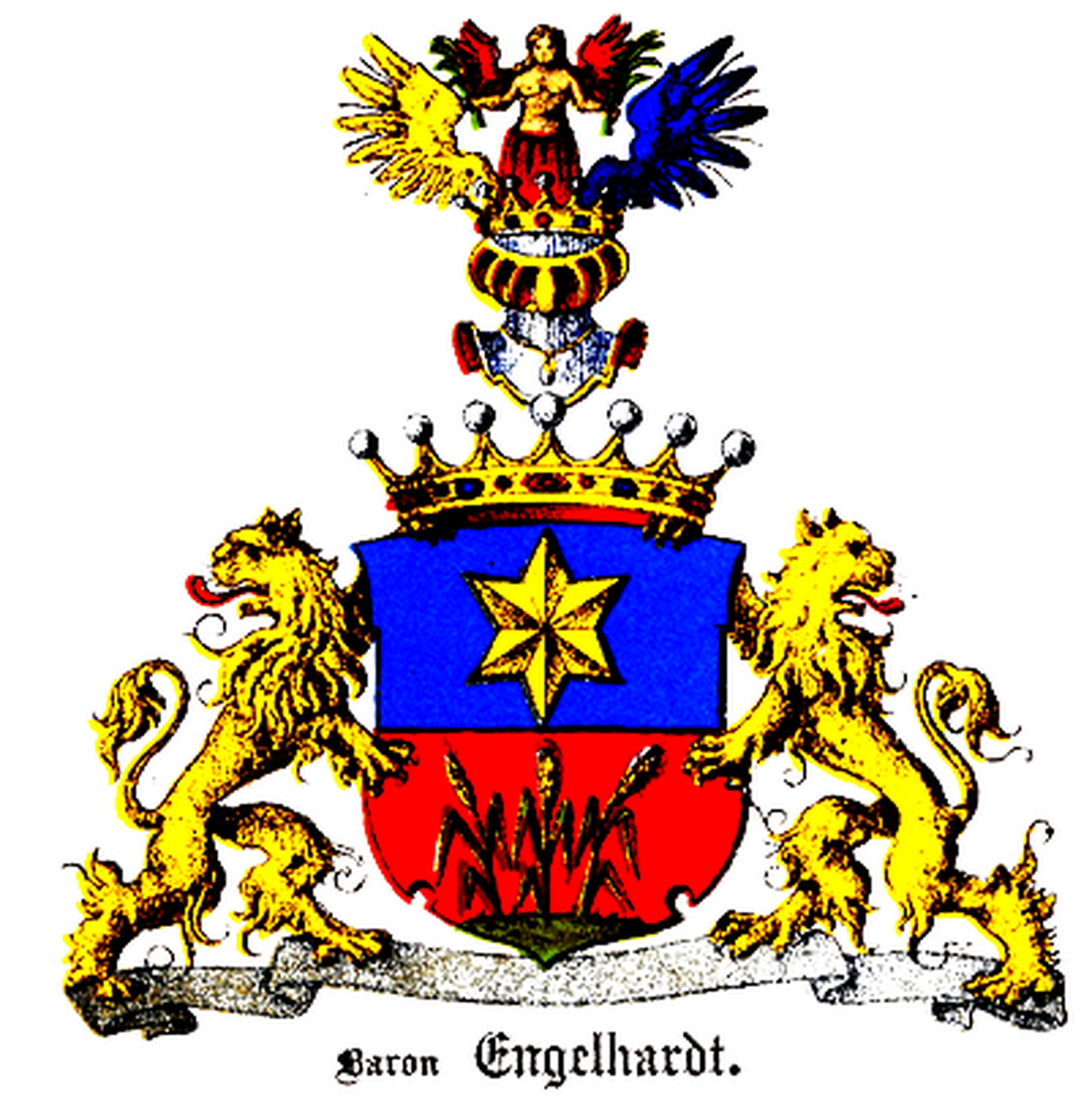
Blason de la famille Engelhardt

Les armes de la famille Engelhardt se blasonnent ainsi : ...

## Personnalités

### Branche d'Estland
- Wilhelm von Engelhardt (1726-1797), général-lieutenant, gouverneur de Vyborg
- Gustav Friedrich von Engelhardt (1732-1798)
- Gotthard von Engelhardt (1759-1833), gouverneur de Grodno
- Christoph Friedrich von Engelhardt (1762-1831), général et aide-de-camp du prince Potemkine, héros de la guerre russo-polonaise de 1792
- Georg von Engelhardt (1775-1862), frère du précédent, directeur du lycée de Tsarskoïe Selo
- Otto von Engelhardt (1778-1842), professeur de minéralogie à l'université de Dorpat
- Alexandre von Engelhardt (1795-1859), général-lieutenant, commandant-en-chef des armées du sud
- Valerian von Engelhardt (1795-1859), directeur de l'institut du génie civil et des transmissions
- Moritz von Engelhardt (1800-1870)
- Gustav von Engelhardt (1828-1881), professeur et doyen de la faculté de théologie de Dorpat
- Georg von Engelhardt (1843-1914)
- Rudolf von Engelhardt (1857-1913), architecte
- Walter von Engelhardt (1864-1940), architecte paysagiste, frère du précédent
- Wolf von Engelhardt (1910-2008), géologue et minérologue

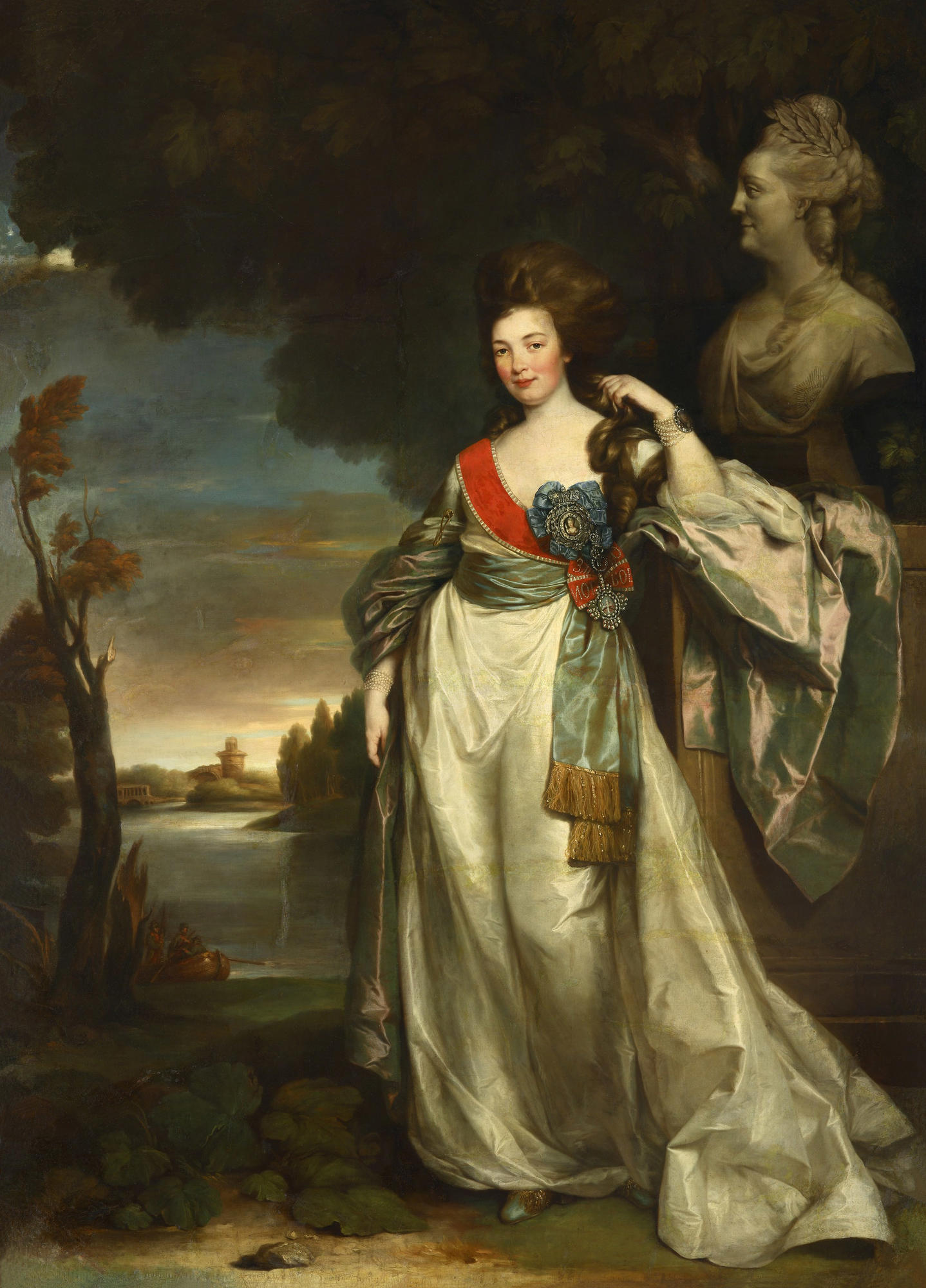
Portrait de la comtesse Branicka
née Engelhardt

La Comtesse Skavronskaia, 1790
par Élisabeth Vigée Le Brun
musée Jacquemart-André, Paris

### Branche de Livonie et de Smolensk

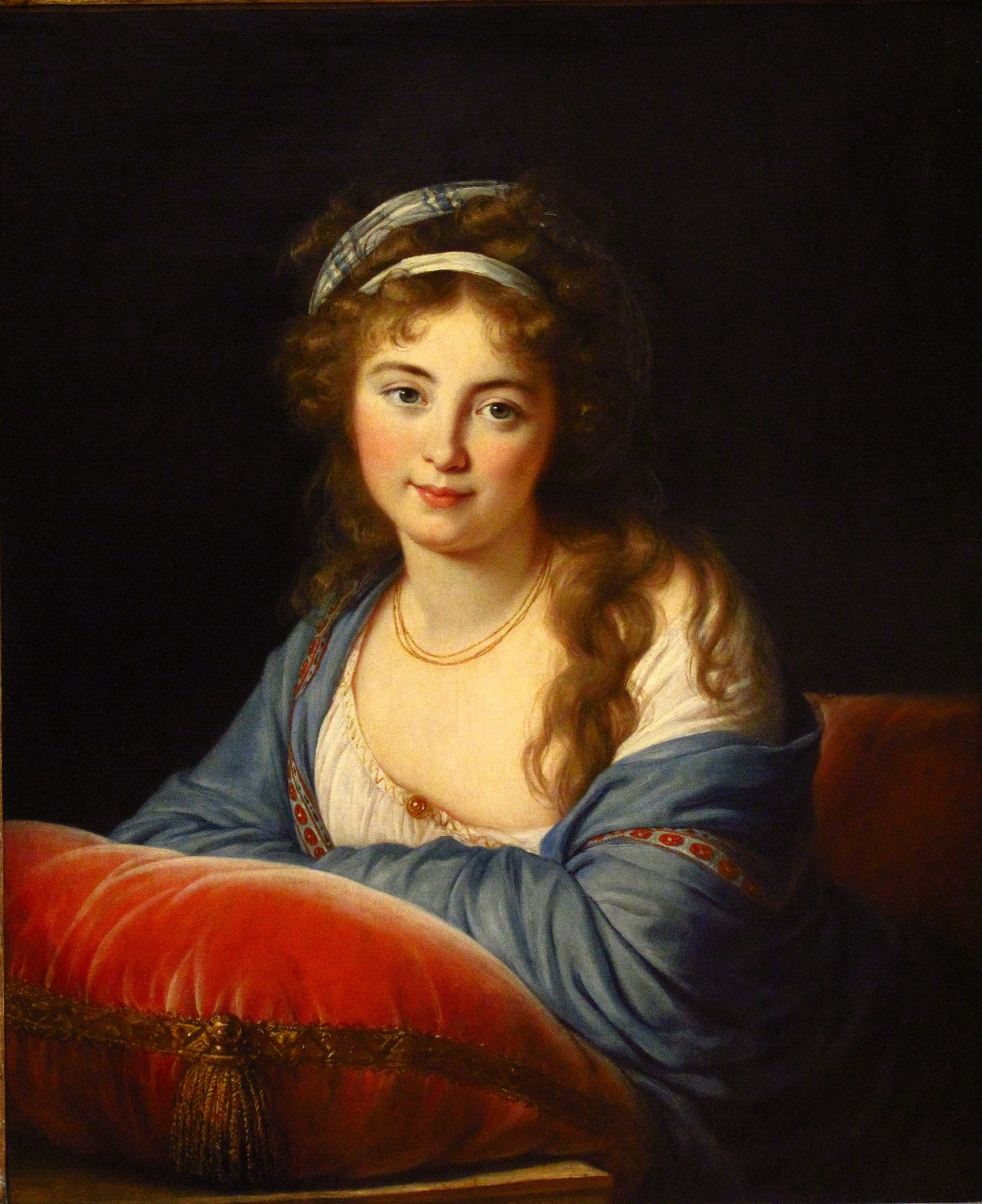
Portrait de la comtesse Skavronskaïa, née Catherine von Engelhardt, par Madame Vigée-Lebrun

Les membres issus de cette branche se sont convertis à l'orthodoxie à la fin du XVIIe siècle, après que Werner von Engelhardt, qui combattit du côté polonais, se range du côté russe. Son fils Sigismund, devenu Stepan, sera inscrit à la noblesse de Moscou.
- Vassili von Engelhardt, époux de la nièce de Potemkine
  - Anna von Engelhardt (1750-1820), épouse de Mikhaïl Joukov (1728-1803), gouverneur d'Astrakhan
  - Alexandra von Engelhardt (1754-1838), fille de Vassili von Engelhardt, maîtresse du prince Potemkine, favorite et dame d'honneur de Catherine la Grande, épouse du comte François-Xavier Branicki (1730-1819)
  - Barbara von Engelhardt (1757-1815), épouse du prince Sergueï Galitzine (1748-1810)
  - Vassili von Engelhardt (1758-18..), sénateur de l'Empire russe
  - Nadejda von Engelhardt (1759-1823), épouse du colonel Pavel Izmaïlov, mort en 1781, puis de Piotr Chepelev (1737-1828)
  - Yekaterina von Engelhardt (1761-1829), dame d'honneur à la Cour impériale, épouse en premières noces du comte Pavel Skavronski et en secondes noces du comte Giulio Renato de Litta Visconti Arese
  - Tatiana von Engelhardt (1769-1841), épouse du prince Mikhaïl Potemkine (1744-1791), puis du prince Nikolaï Youssoupoff (1750-1831)
- Alexandre von Engelhardt (1832-1893), fondateur de l'agro-chimie en Russie, proche des narodniki, dans son domaine près de Smolensk
  - Mikhaïl von Engelhardt (1861-1915), écrivain
  - Nikolaï von Engelhardt (1867-1942), écrivain

## Anciennes propriétés
- Senheida manor
- Virkeni manor
- Väinjarve manor

## Pour approfondir